# La Fortaleza

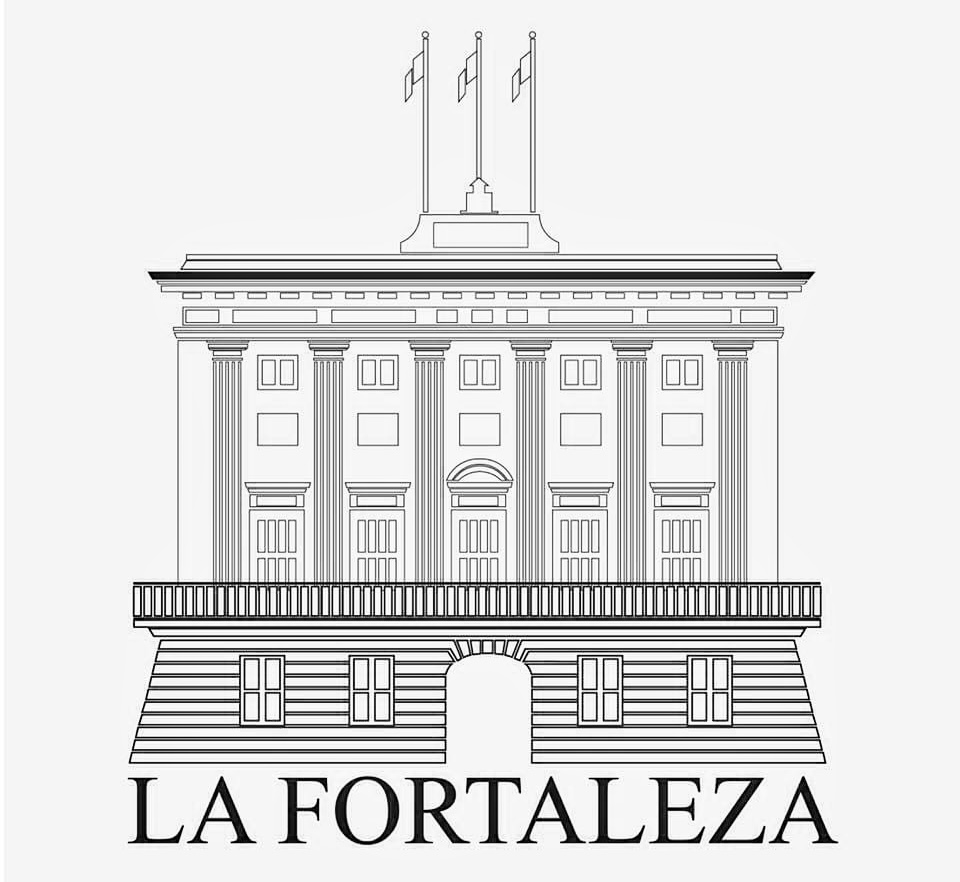
Logo di La Fortaleza

La Fortaleza, conosciuta anche come il Palazzo di Santa Caterina (in inglese St. Catherine's Palace; in spagnolo Palacio de Santa Catalina) è una fortezza nella Vecchia San Juan, in Porto Rico, ed è la residenza ufficiale del governatore. Nel 1983 è stata inserita nella lista dei Patrimoni dell'umanità dell'UNESCO.

## Storia
Fu costruita tra il 1533 e il 1540 a difesa del porto di San Juan e risulta essere il più vecchio edificio governativo del Nuovo Mondo. Durante la ristrutturazione del 1640, la cappella di Santa Catalina, che originariamente si trovava all'esterno delle mura, venne demolita e ricostruita integrata alle stesse mura del complesso; per questo motivo La Fortaleza è conosciuta anche come il Palazzo di Santa Catalina (Palacio de Santa Catalina).